# 線型代数学

3次元ユークリッド空間のモデル。3つの平面は一次方程式の解を表し、その交点は共通解の集合（この場合は一意点）を表す。青い線は、これらの方程式のうちの2つの共通解を表す。

線型代数学（せんけいだいすうがく、英: linear algebra）とは、線形空間と線形変換を中心とした理論を研究する代数学の一分野である。現代数学において基礎的な役割を果たし、幅広い分野に応用されている。また、これは特に行列・行列式・連立一次方程式に関する理論を含む。線形などの用字・表記の揺れについては線型性を参照。
日本の大学においては、多くの理系学部学科（特に理学部・工学部）で解析学（微分積分学）とともに初学年から履修する。高校教育においては、2015年（平成27年度）からの課程では数学Cの廃止に伴い行列の分野が除外されたが、2022年（令和4年度）からの課程では数学Cが復活しベクトルと共に行列の分野が再導入された。

## 概要
行列は多変数の一次の関係式で表される関係を簡潔に記述するために用いられ、連立一次方程式の解法の研究の過程で見出された。行列の記法は、ケイリー、シルヴェスター、フロベニウス、アイゼンシュタイン、エルミートがそれぞれ同時期に提唱した。最も早くこの理論を提唱したのはアイゼンシュタインであるが、学会からはなかなか注目されず、ケイリーが取り組んでいたものが30年後にシルヴェスターによって再発見されたことで評価され始めるようになった（シルヴェスターが個別に発見したのか、ケイリーの理論を知っていたのかは詳しくは分かっていない）。
連立方程式を一次変換と捉える立場からは、線型代数学は、高次元の真っ直ぐな空間（現代的にいえばベクトル空間）の幾何について研究する学問であると言うことができる。このようにベクトル空間とその変換の理論として見るとき、線型代数学は高々有限次元のベクトル空間の理論である。これを無限次元のベクトル空間で対象とするためには、多分に空間の位相とそれに基づく解析学が必要となる。無限次元の線型代数学は関数解析学と呼ばれる。これは、無限次元のベクトル空間がある空間上の関数全体の集合として典型的に現れるからである。応用は多岐に渡るが、経済学に登場する産業連関表や、量子力学において物理量を行列として表現する手法など、20世紀以降の社会科学、自然科学において、行列が果たす役割は大きい。
和算家の関孝和も現代でいう行列式に当たるもの(関孝和 1683)を独自に開発・研究していた。
線型代数学においては、連立1次方程式の各式は空間内に張られた平面を表しており、その平面同士の交わる領域が連立方程式の解であると説明される。各平面の交わる領域が1点となる場合のみ解が一意に定まり、交わる領域が線の場合に解は無数に存在し、交わる領域が無い場合(例:全ての平面が平行である場合)には解は存在しない。どのように解が存在するかは線型独立な生成元の数を示す拡大係数行列の階数で判定可能である。

## 歴史
線型代数の歴史は線型方程式系を行列式を用いて解くという研究からはじまった。歴史的には行列式は行列より以前に現れている。西洋の数学史において、行列式はライプニッツが1693年により用いられたのが最初であり、その後、ガブリエル・クラメルがいわゆる「クラメルの公式」で線型方程式系を解く方法を1750年に編み出した。更に後年になってガウスが測地学の研究から「ガウスの消去法」を用いて線型方程式系を解く方法を開発した。おそらく1860年代には行列式の公理的な定義がワイエルシュトラスとクロネッカーによって与えられていた。
最初に行列代数(matrix algebra)の研究が現れたのは1800年代半ばのイングランドであるとされる。1844年、グラスマンは著書「Theory of Extension(拡大の理論)」を出版し、この本には今日の線型代数学の基本概念に相当する(当時としては)新しい内容が含まれていた。1848年、シルベスターがラテン語で子宮を意味するmatrix(行列)という用語を導入した。線型変換の構成に関する研究全体で、ケイリーは行列の積と逆行列の概念定義した。重要なのは、ケイリーが一つの文字で行列を表記する方法を使ったため、行列が文字を縦横に並べた集合体として扱われたことである。ケイリーはまた行列と行列式との関係を認識しており、「行列の理論はいろいろあるが、私に言わせれば、行列式の理論よりも重要である」と述べている。
1882年、トルコのフセイン・テフフィグ・パシャは "Linear Algebra"(線型代数)と名付けられた本を出版した。公理的な（実数体上の）線型空間の定義や線型変換の定義はペアノによって1888年に与えられ、1900年までには有限次元ベクトル空間の理論が現れた。線型代数が最初に現代化されるのは20世紀の初めの四半世紀であり、ここで多くのアイデアと前世紀に誕生した抽象代数学の概念が導入されていくこととなる。量子力学における行列の使用、特殊相対論、統計学における利用の広がりなど、純粋数学を超えて応用されていった。コンピュータの登場でガウスの消去法の効率的アルゴリズムの研究や、モデルの定式化やシミュレーションなどにも線型代数は必須の道具となっている。
これらの概念の起源に関する議論については en:determinants (「行列式」英語版)、及びen:Gaussian elimination(「ガウスの消去法」英語版)を参照のこと。
なお、日本の和算においては、上述のライプニッツより10年早い時期に同様の研究が(関孝和 1683)によって行われている。

## 用語
ベクトル空間（線型空間）- ベクトル - 線型部分空間
数ベクトル空間
ユークリッド空間 - アフィン空間
内積空間
内積 - エルミート内積 - 直交補空間 - 直交射影
線型結合（一次結合）
線型従属（一次従属）- 線型独立（一次独立）
基底 - 標準基底 - 次元 - グラム・シュミットの正規直交化法
行列
実行列 - 複素行列
正方行列 - 正則行列 (GL(n, R), GL(n, C)) - 逆行列 - 単位行列（スカラー行列） - 零行列 - 冪零行列
対角行列 - 三角行列（上三角行列、下三角行列）
転置行列 - 随伴行列
直交行列 (O(n)) - 特殊直交行列 (SO(n)) - ユニタリ行列 (U(n)) - 特殊ユニタリー行列 (SU(n)) - シンプレクティック行列 (Sp(n)) - 行列指数関数
対称行列 - 反対称行列（歪対称行列） - エルミート行列 - 歪エルミート行列（反エルミート行列） - 正規行列
置換行列 - 隣接行列
行列式
置換 - 小行列式 - 余因子展開 - ヤコビアン - 関数行列
線型方程式系（連立一次方程式）
行列の基本変形 - クラメールの公式 - シルベスター行列
線型変換（一次変換）
線型写像（線型変換） - 相似 - 成分行列
階数 - 像 - 核（核空間）
対角化 - スペクトル分解 - ジョルダン標準形 - 特異値分解
固有空間
固有値 - 固有ベクトル - フロベニウスの定理 - 固有多項式（固有方程式） - 最小多項式 - ケイリー・ハミルトンの定理 - 縮退
テンソル
双対空間 - 双線型形式 - 対称形式 - エルミート形式 - テンソル代数 - グラスマン代数